# Brod pri Šentvidu
Brod je ledinsko ime za del Ljubljane na njenem severozahodnem delu v Četrtni skupnosti Šentvid, med Vižmarjami in Tacnom.
Na severni strani območja teče reka Sava, na nasprotnem bregu je Tacen v Četrtni skupnosti Šmarna gora, s katerim ga povezuje most, na južni strani ga od Vižmarij ločuje daljnovod, na vzhodu pa mimo poteka trasa gorenjske avtoceste.
Na Brodu prevladuje individualna gradnja, zgrajenih pa je tudi več stanovanjskih blokov. V naselju so pošta, banka, vrtec, avtopralnica, frizerski saloni, trgovine in gostinski in drugi lokali, v bližini pa je tudi Osnovna šola Vižmarje - Brod. 
Ne smemo ga zamešati z Brodom pri Črnučah, nekdanji vasi in predelu Ljubljane, le nekaj kilometrov dolvodno po Savi, pri Črnučah. Za razlikovanje z istoimenskih ljubljanskim predelom se uporablja ime Brod pri Šentvidu. 
Naselje s centrom mesta povezujejo mestne avtobusne linije št. 1B, N1, 8, 8B in 15.